# Лазори
Лазори (пол. Łazory) — село в Польщі, у гміні Гарасюки Ніжанського повіту Підкарпатського воєводства. Розташоване на Закерзонні. Населення — 537 осіб (2011).

## Історія
У 1827 р. в селі було 22 будинки і 277 жителів.
За даними етнографічної експедиції 1869—1870 років під керівництвом Павла Чубинського, у селі переважно проживали українськомовні греко-католики, меншою мірою — польськомовні римо-католики та православні українці.
Відповідно до «Географічного словника Королівства Польського» в 1882 р. Лазори знаходились у волості Сіль Білгорайського повіту Люблінської губернії Російської імперії, село належало до греко-католицької парафії в Пущі Сільській (авторами словника не згадується ліквідація в 1875 р. російським царем греко-католицької Холмської єпархії, яка спричинила перехід частини українців до римо-католицької церкви та подальше їх спольщення).
У 1912 р. Лазори — село з переважно українським населенням, включене до Холмської губернії. Після Першої світової війни село входило до ґміни Суль Білгорайського повіту Люблінського воєводства Польщі. У 1939 р. в селі проживали 13 українців-грекокатоликів, які належали до греко-католицької парафії Дубрівка Лежайського деканату Перемишльської єпархії.. Українці не могли протистояти антиукраїнському терору під час і після Другої світової війни.
У 1975—1998 роках село належало до Тарнобжезького воєводства.

## Демографія
Демографічна структура станом на 31 березня 2011 року:
|          | Загалом | Допрацездатний вік | Працездатний вік | Постпрацездатний вік |
| -------- | ------- | ------------------ | ---------------- | -------------------- |
| Чоловіки | 271     | 59                 | 189              | 23                   |
| Жінки    | 266     | 58                 | 150              | 58                   |
| Разом    | 537     | 117                | 339              | 81                   |